# Арнейчич, Милан
Милан Арнейчич (словен. Milan Arnejčič; 18 октября 1942, Марбург-ан-дер-Драу, Нижняя Штирия, Нацистская Германия — 8 марта 2024, Марибор, Словения) — югославский футболист, выступавший на позиции нападающего.

## Карьера
Арнейчич родился в Мариборе 18 октября 1942 года. Арнейчич начал играть за местный «Железничар» и помог им выиграть региональный кубок Словении 1960 года, забив два из четырёх голов своего клуба в победном финале против «Любляны». В 1960 году он перешёл в «Марибор». В 1960-е годы он стал одним из самых выдающихся словенских игроков. Он был частью команды, которая в 1967 году вышла в Первую лигу Югославии. Играл за «Марибор» до 1969 года, сыграв 58 матчей и забив 15 голов в высшем дивизионе за последние два сезона.
В 1969 году он перешел в белградскую «Црвену звезду», которая выиграла чемпионат Югославии в последних двух сезонах, в 1968 и 1969 годах. В сезоне 1969/1970 Арнейчич помог клубу выиграть золотой дубль, сыграв в 12 матчах чемпионата и забив 3 гола. «Црвена Звезда» также была заинтересована в привлечении Томислава Просена и Младена Краница, которые вместе с Арнейчичем были главными игроками в «Мариборе», однако в конце концов они привлекли в сделку только Арнейчича.
Выиграв оба национальных титула с «Црвеной Звездой» всего за один сезон, Арнейчичу не удалось произвести впечатление, и летом 1970 года он уехал за границу, перейдя в австрийскую команду ГАК. За сезон 1970/71 он провел 12 матчей в чемпионате и забил 4 гола, а клуб занял 11-е место.
Летом 1971 года Арнейчич вернулся в свой родной клуб «Марибор», все ещё играя в Первой лиге Югославии, хотя в первом сезоне по его возвращению, они заняли последнее место в лиге и были переведены во Вторую лигу Югославии. Несмотря на эти события, Арнейчич продолжал играть за «Марибор» до завершения своей карьеры в 1978 году. Всего он провел за «Марибор» 16 сезонов, сыграв 286 матчей и забив 73 гола.

## Смерть
Арнейчич умер в Мариборе 8 марта 2024 года в возрасте 81 года.

## Достижения
«Црвена звезда»
- Чемпион Югославии: 1969/70
- Обладатель Кубка Югославии: 1969/70